# Johanna Jungmannová
Johanna Jungmannová (roz. Světecká z Černčic, německy Swietezky von Czernczitz; 24. prosince 1780 Vršac – 3. září 1855 Praha) byla manželka Josefa Jungmanna.

## Život

### Původ a mládí

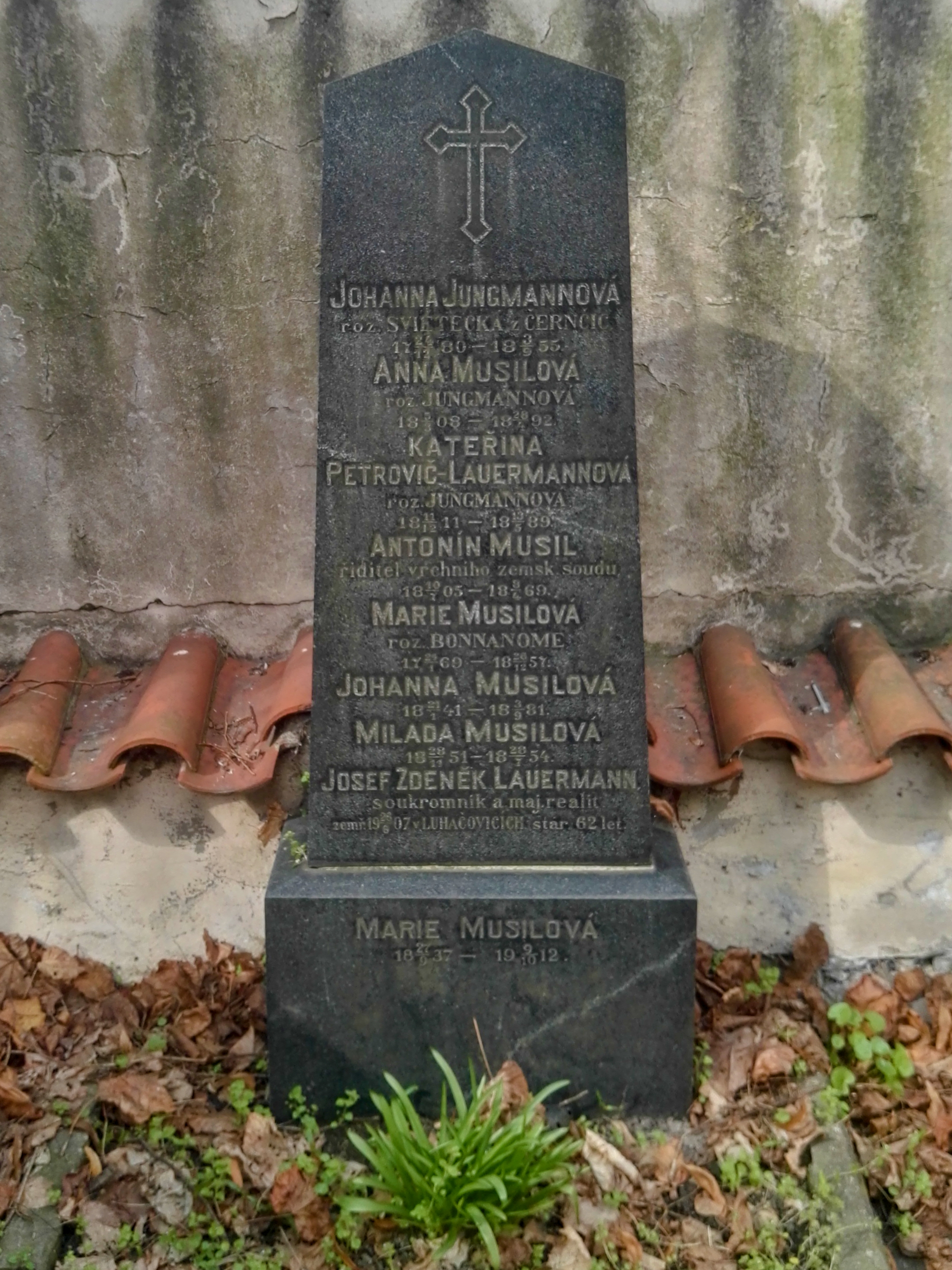
Náhrobek Johanny Jungmannové, Olšanský hřbitov, hrob III-8-29

O vladyckém rodu Světeckých z Černčic jsou záznamy již z 15. století, mezi jeho majetky patřily např. Černčice u Loun, Pístné na Rakovnicku a Bedřichův Světec u Mostu. Johanna se narodila v rodině Ignáce Pavla Světeckého z Černčic, krajského představeného ve Vršaci v Banátu (německy Werschatz, nyní Srbsko) a jeho manželky Anny, rozené Bienertové. Měla čtyři sourozence.
Vyrůstala v Litoměřicích v německy mluvící rodině své tety a česky se naučila až od svého pozdějšího manžela Josefa Jungmanna.

### Manželství a rodinný život
S Josefem Jungmannem se seznámila v Litoměřicích, kde Jungmann vyučoval na gymnáziu. Jungmannův kolega Ignác Hájek byl tehdy krátce ženat se sestrou Johanny, Marií Annou Světeckou (sňatek 18. února 1800). Jungmann a Johanna Světecká se poznali na hudebních produkcích u Hájků. Svatba se konala 18. listopadu 1800 v Litoměřicích. V roce 1815 se s rodinou odstěhovala do Prahy, kde žila až do své smrti.
Manželé měli spolu šest dětí, z nichž dvě zemřely předčasně. Nejstarší, jediný syn Josef (1801–1833) užíval pro odlišení od otce patronymum Josefovič; zemřel již ve věku 32 let. Dospělého věku se dožily dcery Johanna (1803–1839), Anna, provdaná Musilová (1808–1892) a Kateřina, provdaná Lauermannová (1811–1889).
Božena Němcová a Kateřina Lauermanová, jedna z dcer Josefa Jungmanna a Johanny Jungmannové, byly přítelkyně; obě se ve vzájemné korespondenci o Johanně Jungmannové s úctou zmiňovaly. V dopise Bohuslavě Čelakovské z prosince 1847 vzpomínala Němcová na osobní setkání, krátce před Jungmannovou smrtí: „…šly jsme se sestrou do Orlovky, kde se Jungmannovic rodina zdržovala. Paní chodila po berlích a starý pán byl velmi spadlý v tváři, že jsem se ho až lekla. Nenadála jsem se, že ho naposledy vidím.“
Johanna Jungmannová zemřela 3. září 1855 na následky střevní úplavice a vyčerpání. Je pochována na Olšanských hřbitovech, vedle hrobu jejího manžela.